# Malm (Schweden)
Malm (schwedisch; plural Malmar, von Altschwedisch: Malmber) bezeichnet ein Gebiet oder Grund aus Sand oder Kies und ist der Name bestimmter Siedlungen in Schweden, die außerhalb gewachsener Ortschaften entstanden sind.

## Etymologie
Für Besitzlose gab es oft keine Möglichkeit, sich in gewachsenen Siedlungen niederzulassen. Daher wurden einfache Häuser direkt außerhalb von Siedlungen errichtet, in denen sich Tagelöhner und Handwerker niederließen. Auf Öland wurden die ersten Malmar in der ersten Hälfte des 18. Jahrhunderts erbaut. Die Entwicklung erreichte mit Bevölkerungszuwächsen in den 1870er Jahren ihren Höhepunkt. Die Größe der Malmar variierte von Dorf zu Dorf. Einige Dörfer hatten kaum derartige Bebauungen, während in anderen eine große Anzahl von Besitzlosen hausten. Ursprünglich stellte das byalag, der Zusammenschluss der Besitzenden eines Dorfes, Bedingungen, so genannte dagsverksskyldigheter für die Niederlassung in einer solchen Siedlung. Als in den 1870er Jahren die Emigration aus Öland einsetzte, waren es die Malmar, die zuerst verlassen wurden. Auch wenn die Häuser heute oft als Sommerhäuser genutzt werden, sind sie weiterhin charakteristisch für die öländischen Dörfer. Die Grenzen zwischen Dorf und Malm sind heute weiterhin deutlich sichtbar.
Diese Bedeutung des Wortes sollte nicht verwechselt werden mit der von „malm“ gleich „Erz“ im modernen Schwedischen.
Als Malm wurden ebenso die Vorstädte Stockholms bezeichnet, wie etwa oppa norra malm, Norrmalm. Auch heute noch ist der Begriff in schwedischen Ortsnamen enthalten, so etwa in Malmö in der Vorsilbe. Weitere Beispiele sind u. a. Malmslätt, Malmköping und Malmbäck.